# Bwana le diable
Pour plus de détails, voir Fiche technique et Distribution.
Bwana le diable (Bwana Devil) est un film américain réalisé en relief (3D) par Arch Oboler en 1952.

## Synopsis
En Afrique, l'ingénieur Bob Hayward s'engage à tuer le lion qui terrifie ses ouvriers sur la construction d'un chemin de fer.
Alors que le lion massacre ses hommes, Hayward cherche de l'aide auprès des guerriers Maasaï, qui n'ont guère plus de succès. Malgré un coup de main de plusieurs chasseurs — et de la femme de Bob arrivée à l'improviste d'Angleterre — la bête reste insaisissable. Et elle est bientôt rejointe par un second félin encore plus vorace...

## Fiche technique
- Titre français : Bwana le diable[1]
- Titre : Bwana Devil ou The Lions of Zulu
- Réalisation : Arch Oboler
- Scénario : Arch Oboler
- Production : Arch Oboler, Gulu Pictures Co.
- Musique : Gordon Jenkins
- Photographie : Joseph F. Biroc et William D. Snyder
- Montage : John Hoffman
- Sociétés de production : Cinemagic, Maruja Diaz PC, Warner Bros. Pictures
- Pays de production :  États-Unis
- Format : Couleurs - 1,37:1 - Système 3-D Natural Vision, son Mono
- Genre : Aventure
- Durée : 79 minutes
- Date de sortie : 
  - États-Unis : 26 novembre 1952
  - France : 22 avril 1953

## Distribution
- Robert Stack : Bob Hayward
- Barbara Britton : Alice Hayward
- Nigel Bruce : Dr. Angus McLean
- Ramsay Hill : Major Parkhurst
- Patrick O'Moore : Ballinger

## Autour du film
Bwana le diable est le premier long métrage réalisé en 3D d'une vague de films qui déferla au debut des années 1950 aux États-Unis. 
Le film a été tourné dans les collines de Californie, et non en Afrique. À sa sortie, il fut d'abord connu sous le titre de The Lions of Zulu.
La première projection en 3-D a eu lieu le 26 novembre 1952 au Théâtre Paramount (Oakland, Californie). Le magazine Life prit une série de photos de l'audience portant des lunettes 3D, totalement inédites à l'époque.
Bwana le diable est vaguement basé sur une histoire vraie : deux lions tuèrent près de 130 ouvriers près d'un chantier en Afrique, à la fin du XIXe siècle. Les dépouilles des mangeurs d'hommes sont toujours conservées au Field Museum de Chicago, Illinois. En 1996, Stephen Hopkins réalisera L'Ombre et la Proie (The Ghost and the Darkness), plus proche des réels évènements.

## Exploitation
Bwana le diable n'a jamais bénéficié d'une exploitation en VHS, DVD ou Blu-ray depuis sa sortie en salles.